# Lijst van rijksmonumenten in Retersbeek
De plaats Retersbeek telt 17 inschrijvingen in het rijksmonumentenregister. Hieronder een overzicht.
| Object                                                  | Oorspronkelijke functie?  | Bouwjaar                                            | Architect | Locatie               | Coördinaten?                  | Nr.?   | Afbeelding                            |
| ------------------------------------------------------- | ------------------------- | --------------------------------------------------- | --------- | --------------------- | ----------------------------- | ------ | ------------------------------------- |
| Kalfhof                                                 | Boerderij                 | ca. 1700                                            |           | Kalfshofweg 1         | 50° 53' 3" NB, 5° 53' 19" OL  | 37925  | Meer afbeeldingen                     |
| Klimmender Huuske of Gen Huuske                         | Kasteel, buitenplaats     | middeleeuwen tweede kwart 19e eeuw (sterk verbouwd) |           | Putweg 45             | 50° 52' 60" NB, 5° 53' 21" OL | 37926  | Meer afbeeldingen                     |
| Carishof, ten dele van mergel om een binnenplaats       | Woonhuis                  | 1777                                                |           | Retersbekerweg 12     | 50° 53' 14" NB, 5° 54' 4" OL  | 37927  | Meer afbeeldingen                     |
| Hoeve in haakvorm grotendeels van vakwerk               | Boerderij                 | 19e eeuw                                            |           | Retersbekerweg 40     | 50° 53' 31" NB, 5° 54' 53" OL | 37928  | Meer afbeeldingen                     |
| Hoeve van mergel en aan binnenplaats vakwerk met luifel | Boerderij                 | 17e-18e eeuw                                        |           | Retersbekerweg 46     | 50° 53' 32" NB, 5° 54' 56" OL | 37929  | Meer afbeeldingen                     |
| Sophia-Hof                                              | Boerderij                 | 1715                                                |           | Retersbekerweg 54     | 50° 53' 34" NB, 5° 54' 60" OL | 37930  | Meer afbeeldingen                     |
| Hoeve van mergel en vakwerk, om binnenplaats            | Boerderij                 | 1818/1828                                           |           | Retersbekerweg 53     | 50° 53' 29" NB, 5° 54' 48" OL | 37932  | Meer afbeeldingen                     |
| Kasteel Rivieren: hoofdgebouw                           | Kasteel, buitenplaats     | begin 18e eeuw (huidige kasteel)                    |           | Retersbekerweg 88     | 50° 53' 48" NB, 5° 55' 27" OL | 519573 | Meer afbeeldingen                     |
| Kasteel Rivieren: parkaanleg                            | Tuin, park en plantsoen   | 16e eeuw (oorsprong)                                |           | Retersbekerweg bij 88 | 50° 53' 47" NB, 5° 55' 25" OL | 519574 | Kasteel Rivieren: parkaanleg          |
| Kasteel Rivieren: boerderij                             | Bijgebouwen kastelen enz. | 1784                                                |           | Retersbekerweg bij 88 | 50° 53' 50" NB, 5° 55' 27" OL | 519575 | Kasteel Rivieren: boerderij           |
| Kasteel Rivieren: bruggen                               | Tuin, park en plantsoen   | 18e eeuw                                            |           | Retersbekerweg bij 88 | 50° 53' 49" NB, 5° 55' 28" OL | 519576 | Kasteel Rivieren: bruggen             |
| Kasteel Rivieren: hekken en keermuren                   | Tuin, park en plantsoen   | 18e eeuw                                            |           | Retersbekerweg bij 88 | 50° 53' 46" NB, 5° 55' 25" OL | 519577 | Kasteel Rivieren: hekken en keermuren |
| Kasteel Rivieren: brug                                  | Tuin, park en plantsoen   | 1778                                                |           | Retersbekerweg bij 88 | 50° 53' 49" NB, 5° 55' 28" OL | 528047 | Upload foto                           |
| Kasteel Rivieren: hek met hekpijlers                    | Erfscheiding              | 18e eeuw                                            |           | Retersbekerweg bij 88 | 50° 53' 50" NB, 5° 55' 26" OL | 528048 | Upload foto                           |
| Kasteel Rivieren: hek met hekpijler                     | Erfscheiding              | 18e eeuw                                            |           | Retersbekerweg bij 88 | 50° 53' 49" NB, 5° 55' 28" OL | 529972 | Upload foto                           |
| Kasteel Rivieren: keermuur                              | Erfscheiding              |                                                     |           | Retersbekerweg bij 88 | 50° 53' 49" NB, 5° 55' 28" OL | 529973 | Upload foto                           |
| Kasteel Rivieren: restanten bakstenen schuur            | Bijgebouwen kastelen enz. | tweede helft 18e eeuw                               |           | Retersbekerweg bij 88 | 50° 53' 51" NB, 5° 55' 24" OL | 529974 | Upload foto                           |